# 田口憲一
田口 憲一（たぐち けんいち、1904年5月16日 - 1979年12月10日）は、日本の文芸評論家、経営評論家。

## 来歴・人物
埼玉県出身。1920年代後半のプロレタリア文学運動が多くの団体に分裂していた時期に福本イズムの理論家として活躍。中野重治、鹿地亘ら日本プロレタリア芸術連盟の中心となった流れと対立し、1927年の労農芸術家連盟設立の際、その綱領の中心執筆者となる。
その後、山川均の論文の扱いをめぐって労芸が分裂した際には、蔵原惟人らの前衛芸術家同盟に加盟、労農派（青野季吉、前田河広一郎ら）とも対立する立場にたった。
祖父江昭二は、この時期の田口の仕事を、「きわめて福本的な論理の進め方をする哲学的な理論家」（『初期プロレタリア文学評論集』（新日本出版社、1990年、ISBN 4-406-01892-1）の解説（p474）と位置づけている。
のち経営評論に転じた。

## 著書
- 『マルクス主義と芸術運動』白揚社 1928
- 『VW世界を征す』ポケット・ライブラリ)新潮社 1961
- 『S社の秘密』ポケット・ライブラリ)新潮社 1962
- 『大企業は暗躍する』ポケット・ライブラリ 新潮社 1962
- 『世界を動かす十大会社 企業戦略ベストテン』 (ミリオン・ブックス)講談社 1963
- 『ケタはずれの企業家たち 海外情報』日本事務能率協会 1964
- 『コカ・コーラの秘密 実戦用マーケティング教科書』 (カッパビジネス)光文社 1964
- 『大企業と重役たち 陽のあたる場所を裏からみれば』 (東経新書)東洋経済新報社 1964
- 『現代の富豪 その性格・人・事業』 (日経新書)日本経済新聞社 1966
- 『経営日本主義 独特な出光商法』新潮社 1966
- 『社風恐るべし 三菱電機苦闘物語』日本経営出版会 1966
- 『ワールド・エンタープライズ 企業を貫く非情の論理』ダイヤモンド社 1967
- 『国際企業の主役たち』日本生産性本部 1967
- 『世界でいちばん猛烈な男 ハワード・ヒューズ物語』講談社 1968
- 『世界のビッグビジネスマン』サンケイ新聞社出版局 1969
- 『世界の怪商たち のし歩く10人の一匹狼』 (トクマビジネス)徳間書店 1969
- 『国際ビジネス戦争 アメリカ資本世界を征す』文研出版 1969
- 『欲望の帝国 彼らはこうして富豪になった』 (トクマ・ビジネス)徳間書店 1970
- 『欲望の文化史 性のしあわせを求めた人々』講談社 1974
- 『金に理もれた男たち』正続　国際商業出版 1975

### 翻訳
- オウエルバツハ『マルクスと労働組合』南宋書院 1927
- ジョージ・セイヤー『戦争商売 兵器売買の内幕』日本経済新聞社 1972